# Ll
El dígrafo Ll es usado en la ortografía de diversos idiomas. 
En español se consideró entre 1754y 2010 como la decimocuarta letra del alfabeto español y su undécima consonante, pero ya no. Su nombre es femenino: la elle o doble ele, plural elles o dobles eles.
En aragonés, asturiano, aimara, español no yeísta, catalán, euskera, gallego y quechua, representa tradicionalmente un fonema lateral palatal (AFI /ʎ/). Actualmente, por causa del yeísmo en la mayoría de dialectos del español el dígrafo < ll > representa un fonema no lateral (palatal o postalveolar, según el bloque dialectal).

## Pronunciación

### En español

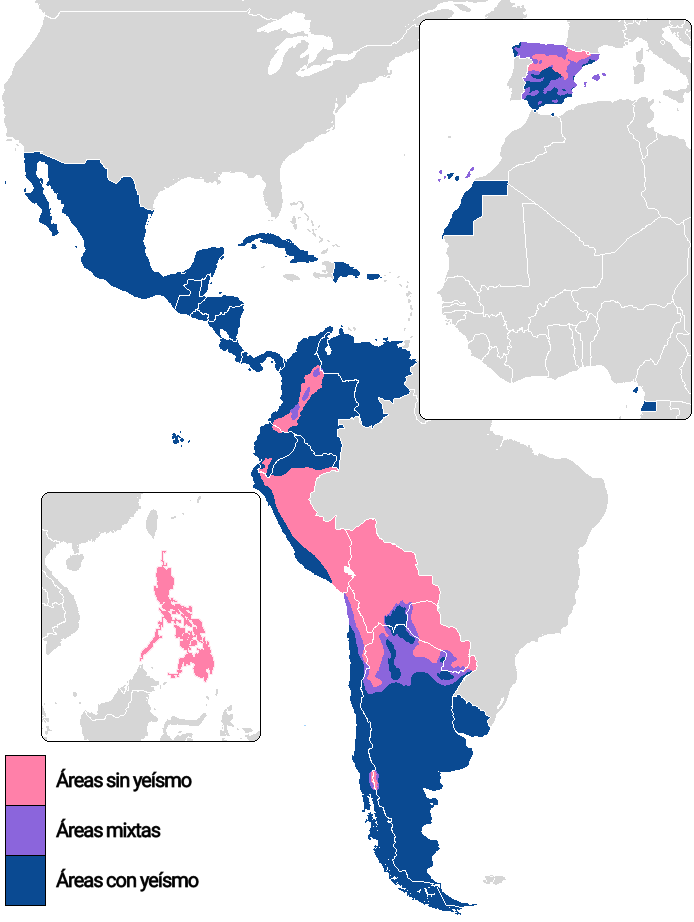
Áreas yeístas y distinguidoras en el dominio del español.

En español actual, en buena parte de España y de América el fonema lateral palatal representado originalmente por este dígrafo se ha perdido y ha convergido con el fonema palatal central representado por la consonante Y. Este cambio fonológico se denomina yeísmo, y ha avanzado notablemente en España en las últimas décadas entre las generaciones más jóvenes debido a la influencia de la radio y la televisión (emitidas principalmente desde Madrid, zona históricamente yeísta). 
Difícilmente puede afirmarse que el yeísmo sea, bien en origen o en la actualidad, un andalucismo fonético. En ambos lados del Atlántico el yeísmo continúa propagándose en la actualidad sin que podamos establecer una relación directa de la innovación en España y América. Muy seguramente, el yeísmo ha surgido de forma espontánea en muchas zonas del español debido al escaso papel fonológico del fonema /ʎ/.
En España, la pronunciación tradicional como lateral palatal ha quedado así relegada hoy casi por completo a las generaciones más mayores y a áreas rurales principalmente de Castilla y León, Cataluña, Valencia, Navarra, País Vasco, Aragón, Murcia y Extremadura. Pese a la creencia de que toda Andalucía es yeísta, aún quedan restos de distinción en las cercanías de Sevilla, norte de Huelva y zonas de la Serranía de Ronda (provincia de Málaga). 
En América, los países que mejor conservan la distinción de /ʎ/ y /ʝ̞/ son Bolivia, Perú y Paraguay. Hasta el siglo XX, la distinción se encontraba presente de forma general en las zonas andinas de Perú, Ecuador, Colombia y el noreste de Argentina. No obstante, el yeísmo se expandió progresivamente a estas regiones. La perduración del fonema /ʎ/ en estas regiones se debe a su introducción en sus sistemas educativos y sobre todo a la existencia de lenguas nativas que también lo poseen, como son los casos del quechua y del aimara. En España, también es notorio el influjo del catalán y el euskera en la conservación de la palatal lateral.
En la mayor parte de Argentina y en todo Uruguay (español rioplatense), la «ll» (al igual que la «y») se pronuncia como una fricativa alveolar sorda [ʃ], como el sonido de «sh» en la palabra inglesa shirt (camisa) o de «ch» en la palabra francesa chemin (camino). A este fenómeno se le conoce como rehilamiento.

### Otros idiomas
En catalán, se distingue además al dígrafo «ll» de la ele larga o geminada ([lː]), que se representa como l·l (con un punto entre ambas eles), p.ej. col·legi, paral·lel. 
Así como el contacto con algunas lenguas favorece la conservación de la palatal lateral (catalán, aimara, quechua), también encontramos el caso contrario: el español exporta el yeísmo a otras lenguas en zonas bilingües. El caso más llamativo es el del gallego, lengua que está generalizando la confusión de «ll» e «y» pese a que el portugués, la lengua más próxima al gallego y la cual desciende de la misma variedad lingüística (galaicoportugués, no presenta yeísmo en sus variedades ibéricas.
En italiano, el dígrafo «ll» representa una ele larga o geminada [l:], p.ej. alla, della. Por otro lado, el trígrafo «gli» representa el fonema /ʎ/, el cual se convierte en geminada en posición intervocálica [ʎ:]. p.ej. gli [ʎi]; taglio [taʎ:o].
En albanés, el dígrafo «ll» representa a una lateral coronal velarizada (/ɫ/), similar al sonido de la «l» inglesa. La «l» en albanés representa a una lateral coronal palatalizada (/lʲ/).
En galés, «ll» representa a una lateral fricativa (/ɬ/); mismo sonido disponible en náhuatl, pero escrito «tl».

## Historia del dígrafo en español
En la Ortografía de la lengua española de 1754 comenzó a considerársele como una letra del alfabeto español y partir de la publicación de la cuarta edición del Diccionario de la lengua española en 1803, el dígrafo ll tuvo un apartado propio en esa obra debido a su valor fonético exclusivo. Durante el X Congreso de la Asociación de Academias de la Lengua Española celebrado en Madrid en 1994, y por recomendación de varios organismos, se acordó reordenar los dígrafos ch y ll en el lugar que el alfabeto latino básico les asigna, aunque todavía seguían formando parte del alfabeto. Como parte de las innovaciones aparecidas en la publicación de la Ortografía de la lengua española de 2010, tanto la ch como la ll dejaron de considerarse letras individuales, y el alfabeto español ya no las incluye más. Esto no supone, de ninguna manera, que desaparezcan de la escritura: simplemente, dejan de contarse entre las letras del abecedario.

## Indicaciones para su uso ortográfico en español
Se escriben con ll: 
- Las palabras comenzadas en fall, foll y full; follaje, fallar, fallecer.
- Los verbos terminados en ellar, ullar, illar y ullir; estrellar, maullar, aullar, zambullir.
- Las terminaciones -alle, -ella, -elle, -ello, -illa e -illo, con sus plurales correspondientes; valle, querella, anillo, destello, comilla, colmillo, brillo, muelle.
- Los compuestos y derivados de las palabras que llevan LL: conllevar, llavero.

## Variaciones medievales
- Ligadura Ỻ, ỻ en galés medieval
- Ꝇ en nórdico antiguo